# José Joaquim Xavier Sobreira
José Joaquim Xavier Sobreira (Lavras da Mangabeira - CE, 1777 – 17 de maio de 1827) foi um político e sacerdote brasileiro.

## Biografia

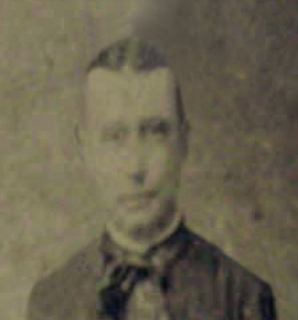
José Joaquim X. Sobreira

Filho do capitão-mor e comandante geral da Vila de São Vicente das Lavras, Francisco Xavier Ângelo, e de sua primeira mulher Ana Rita de São José.
Foi aluno do Seminário de Olinda, por onde se ordenou sacerdote, tendo atuação marcante na formação do Ceará Independente. Foi o primeiro vigário (colado) de Lavras da Mangabeira, desde a criação da Freguesia, aos 30 de agosto de 1813, até o ano de 1821. 
Nos primeiros anos da sua trajetória como político, foi eleito Procurador Geral da Província do Ceará junto ao Conselho de Procuradores Gerais das Províncias do Brasil, instalado no Rio de Janeiro aos 2 de junho de 1822.
Por sua ação à frente das lutas pela Independência, seu nome, pelo decreto de 3 de junho de 1822, comporia a “relação dos cidadãos que mais se distinguiram” e que “mais fervorosos se portaram pela causa da Independência, e reconhecimento de Sua Majestade o Imperador” nas diversas vilas da Província do Ceará. 
Foi Presidente do Colégio Eleitoral da Comarca do Crato, reunido no Icó a 16 de outubro de 1822 e que impugnou a Junta Governativa eleita em Fortaleza em 15 de janeiro do mesmo ano. Nessa oportunidade, foi preso pelo comandante de armas, Manuel Antônio Diniz, ficando detido até ser libertado pelas tropas comandadas pelo capitão Pereira Filgueiras.
Em ofício de 14 de novembro de 1822, enviado aos deputados em Cortes pelo Ceará, na cidade do Porto, foi apontado pelos membros da Junta Governativa de Fortaleza como sendo o “primeiro motor” das agitações independentistas reinantes no interior da Província e que tinha como focos de irradiação as vilas de Lavras, Crato e Icó.
Também por conta da sua liderança, em de 27 de novembro de 1822, foi escolhido emissário da Câmara do Crato para, no Rio de Janeiro, explicar ao Imperador as razões do primeiro Governo Temporário do Ceará, eleito em Icó e instalado em Fortaleza, aos 23 de janeiro de 1823, cuja ideia de criação, existência e legitimidade foi ele o primeiro a proclamar, tendo sido Secretário do referido colegiado.
Em Fortaleza, já na sessão extraordinária desse Conselho, de 24 de janeiro de 1823, destacar-se-ia pelos planos que traçou com vistas à Independência do Piauí e Maranhão, cabendo-lhe “um papel importante no feito das armas cearenses naquelas províncias”, segundo o historiador Geraldo Nobre. Em 27 de abril de 1823, no entanto, já se encontrava na vila de Lavras, para assistir a passagem, naquela localidade, do comando revolucionário liderado por Pereira Filgueiras, que se destinava ao Piauí para combater João da Cunha Fidié.
Eleito Deputado à primeira Assembleia Constituinte do Brasil, instalada no Rio de Janeiro, aos 3 de maio de 1823, ali representou o Ceará com a maior distinção, tendo integrado a Comissão dos Poderes dessa Assembleia, dissolvida aos 12 de dezembro de 1823, quando ele regressou à sua terra natal, quando presenciou, em 24 de outubro de 1824, o exército de Pereira Filgueiras ocupando a vila de Lavras, ali destruindo o Pelourinho e substituindo a bandeira imperial pela bandeira republicana.
O nome de José Joaquim Xavier Sobreira, cuja biografia foi traçada por Dimas Macedo, seu livro Lavrenses Ilustres (3ª ed. Fortaleza: Editora RDS, 2012), constitui uma das maiores omissões da historiografia cearense, que o esqueceu, tendo ele falecido em sua terra natal, aos 17 de maio de 1827, onde se encontra sepultado.